# 明統
明統（めいとう）は、中国の大理国の段素英の時代に使用された元号。992年 - 996年 。

## 西暦との対照表
| 明統 | 元年  | 2年   | 3年   | 4年   | 5年   |
| 西暦 | 992年 | 993年 | 994年 | 995年 | 996年 |
| 干支 | 壬辰  | 癸巳  | 甲午  | 乙未  | 丙申  |